# 夜も一生けんめい。
『夜も一生けんめい。』（よるもいっしょうけんめい。）とは日本テレビ系列で1990年4月7日から1995年3月18日まで土曜23:00 - 23:30に放送された音楽バラエティ番組である。

## 概要
毎回1組のゲストを招き、出演者とのトークと音楽ライブで構成される。
オープニングはレギュラー陣の前フリとゲスト紹介に始まり、ゲストが登場と共に1曲歌う。美川憲一の「いらっしゃ〜い」（ゲストが外国人の場合、その国の言語になる場合もある。また、桂三枝（現：六代桂文枝）がゲストだった回では三枝の物真似だった）でトークが始まり、土曜深夜に合った落ち着いたトークが進む。CMの後、ゲストと逸見政孝をはじめとするレギュラー全員のライブとなる。この番組で逸見の“どこか憎めない”音痴が全国的に知られるようになった。
このライブで毎回繰り広げられた歌の奪い合いやこの番組の持つオシャレなテイストは、同番組の期末期首特番『芸能人ザッツ宴会テイメント』や『THE夜もヒッパレ』に引き継がれた。この番組に登場していた“見たい・聴きたい・歌いタイ!”の鯛のオブジェは『THE夜もヒッパレ』にも登場している（こちらは『夜も一生けんめい。』の鯛のオブジェとは別物で、銀色である。）。また、エンディングでは岩本恭生による次週ゲストのものまねが披露されていた。
ゲストは制作会社ハウフルスとのコネクションが強い芸能人が多く出演しており、出演した谷村新司は「出るのに難しいものがあった」と番組でコメントしている。
1993年9月25日放送分でがんの治療のため入院した逸見が出演休止。がん克服・復帰を想定し、翌週からはその代役として徳光和夫（逸見が司会だった頃にもゲスト出演している）が司会を担当。しかし、復帰の願いもむなしく12月25日に逸見が死去。これに伴い徳光が正式に2代目司会者を務めることになる。同日は生放送の追悼特別番組に差し替えられた。この日はスタジオに徳光・モト・梨花が出演し、神戸で仕事があった美川と別の仕事でスタジオに来られなかったグッチが電話出演した。本来予定していたクリスマス関連の内容とこの日をもって解散となっていたDORAのラストライブは年明け最初の放送である1月8日にテロップを入れたうえで改めて放送された。

## レギュラー出演者
メイン司会
- 初代：逸見政孝 1990年4月 - 1993年9月
- 2代目：徳光和夫 1993年9月 - 1995年3月

ご意見番
- 美川憲一 1990年10月 - 1995年3月

アシスタント
- 初代：田中律子 1990年4月 - 9月
- 2代目：杉本彩 1990年10月 - 1992年9月
- 3代目：設楽りさ子（現：三浦りさ子） 1992年10月 - 1993年7月
- 4代目：梨花 1993年8月 - 1995年3月

演奏担当等
- ビジーフォー・スペシャル（グッチ裕三、モト冬樹、ウーロン茶、エデン東、紅一点）（コーラス、バックバンド）
- 岩本恭生（エンディングものまね・番組内ではガンちゃん）
- 小田敏文（編曲、サポート演奏担当）

## 芸能人ザッツ宴会テイメント
この特番では本番組のメンバーに加えて、レギュラーゲストとして堺正章、間寛平らが出演。さらに大御所のアーティストをメインゲストとして2組迎えるのが恒例だった。逸見が入院後に収録された1993年秋・年末（後者の放送は亡くなった後）では逸見の代打として井上順が登場し、年末は本番組同様に徳光も加わった。
- 第1回 / 春場所　  / 1991年
- 第2回 / 秋場所    / 1991年
- 第3回 / 大忘年会  / 1991年12月29日
- 第4回 / 春場所　  / 1992年3月29日
- 第5回 / 秋場所　  / 1992年10月4日
- 第6回 / 大忘年会  / 1992年12月27日
- 第7回 / 大結婚式  / 1993年4月11日
- 第8回 / お留守番  / 1993年10月17日
- 第9回 / 超忘年会  / 1993年12月30日
- 第10回 / 大復活祭 / 1994年10月8日

## 夜もヒッパレ一生けんめい。
1994年4月16日から土曜22:00 - 22:54の枠で『夜もヒッパレ一生けんめい。』というタイトルのもとリニューアルされ、前半後半の2部制となる。オープニングは従来の「夜も一生けんめい。」のセット・出演者が前座として行った後、そこから繋がる形で前半30分を新番組「夜もヒッパレ」、後半30分を従来の「夜も一生けんめい。」という形式で放送していた。
このリニューアルの際に「夜も一生けんめい。」のスタジオセットがマイナーチェンジされ、同じデザインの「夜もヒッパレ」のセットと隣り合わせに繋がっているという演出もあった（実際、両番組の収録自体は別々のスタジオで行っていて、それを編集で巧みに繋げていた）。
1995年3月18日で5年間の歴史にピリオドを打つ。『夜もヒッパレ』については下記を参照。
番組終了から13年を経た2008年4月6日、特番形式の『ザッツ宴会テイメント』が復活することが決定した。

### 夜もヒッパレ
上述の通り、1994年4月からリニューアルした『夜もヒッパレ一生けんめい。』の前半部番組としてスタート。毎週邦楽トップ10内の楽曲を出演者がカラオケ形式で歌っていくのが主な内容で、順位はCD売上・カラオケ・有線放送・番組へのはがきリクエストから集計していた。メイン司会には三宅裕司、アシスタントを赤坂泰彦、マルシアがそれぞれ担当。ゲスト出演者は人気タレント、アイドル、お笑い芸人から大御所歌手まで幅広く出演し番組を盛り上げた。
この頃は『夜もヒッパレ』に入る前に『一生けんめい。』のメンバーが前座としてトークを行う。時にはゲストが乱入することもあり、そのゲストや美川が三宅を呼びかけた後に、それに三宅が答える形で『夜もヒッパレ』が開始する。終了時は逆に三宅が徳光に呼び掛けたり、1時間通しで出演するゲストが『一生けんめい。』のセットへ移動する形で切り替わっていた（その際、合図としてピンクの鯛が画面右下から左下へゆっくり移動するアニメーションがあった）。
芸能人によるカラオケというコンセプトが人気を呼び、1995年4月15日より『THE夜もヒッパレ』として1時間の単体番組がスタート。なお、ライブコーナーは『夜も一生けんめい。』のコンセプトを踏襲している。

## その他
- 番組初期は後半に逸見と中村あずさが共演するミニドラマコーナーもあった。
- 同じ土曜日の19時からはフジテレビで『平成教育委員会』が放送されており、逸見はまさに土曜日の顔であった。
- 当時テレビ朝日系列とのクロスネットだった青森放送と山形放送では番組開始当初は土曜日22:00 - 23:55に「土曜ワイド劇場」を遅れ放送していた関係で「夜も〜」は遅れ放送（両局とも1日遅れの日曜日23:00）だったが、日本テレビ系列フルネット局となってから（青森放送は1991年10月、山形放送は1993年4月）最終回まで同時ネットでの放送だった。また、テレビ信州と山口放送は番組開始当初から同時ネットで放送された。
- 一方、青森放送・山形放送と同じくテレ朝系『土曜ワイド劇場』を遅れ放送していた秋田放送では1992年4月放送開始（1時間遅れの土曜日24:00でそれ以前は未ネット。半年後の10月より同時ネット）[4]。
- また南海放送も1995年4月1日のeat開局までは『新婚さんいらっしゃい!』（朝日放送製作、テレビ朝日系）を土曜日23:00から遅れ放送していた関係で「夜も〜」は月曜日24:55からの遅れ放送であった。
- 鹿児島県では開始から1994年3月26日まで鹿児島テレビで、同年4月16日から最終回までは鹿児島讀賣テレビでそれぞれ同時ネット。また、テレビ宮崎や沖縄テレビも1994年3月に打ち切りするまで日本テレビと同じ時間帯に放送された。
- 逆に「夜も一生けんめい。」から「夜もヒッパレ一生けんめい」に移行すると同時に、遅れ放送若しくは打ち切りになった地域もある（福井放送や高知放送など）。これは、土曜22時台が当時一部の局では他系列の番組へ差し替えられることを前提にした編成となっていたためである。
- 「夜も一生けんめい'S」としてシングル『ナイスチョット』をリリースした。内容は黒田アーサー・長保有紀のカバーで、逸見と杉本のデュエットソング。結果的にこれが逸見政孝の最後のシングルとなった。
- 番組スポンサーはパイオニアの1社提供[5]。1993年4月以降は同社を筆頭とした複数社提供。半年後の同年9月にパイオニアは降板。22時台移動後も同様。